# George Grenfell

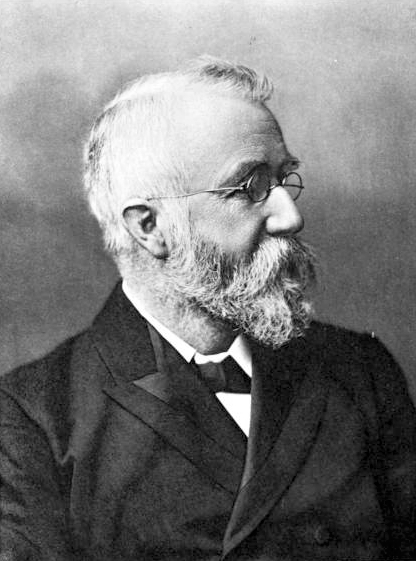
George Grenfell

George Grenfell (* 21. August 1849 in Sancreed bei Penzance, Cornwall; † 1. Juli 1906 in Basako am Kongo) war ein englischer Missionar und Afrikaforscher.
Grenfell fuhr 1874 im Auftrag der Baptisten-Missionsgesellschaft nach Kamerun und gründete dort die Station Victoria, von wo aus er gemeinsam mit Thomas James Comber zwischen 1876 und 1879 das Delta des Kamerunflusses erkundete. Später war er im mittleren Kongobecken aktiv. Er erforschte 1885 den Lulango mit Curt von François sowie den Mohongi bis zu den Stromschnellen von Songo. 1886 ging er den Unterlauf des Kuango und die Ufergegenden des Leopold II.- und Mantumbasees ab.
George Grenfell starb am 1. Juli 1906 in Basako am Kongo.

## Veröffentlichungen
- Life on the Congo. By W[illiam] Holman Bentley; with an introd. by George Grenfell. London: The Religious tract society, 1887.
- The upper Congo. Geographical Journal, Bd. 20 (1902)